# Santuario di Valsorda
Il santuario di Valsorda, o più propriamente santuario della Beata Vergine delle Grazie, è un complesso di edifici a scopo devozionale situato in Alta Val Tanaro nel territorio del comune di Garessio, in provincia di Cuneo. Alla primitiva cappella si è affiancata una casa del pellegrino ed una massiccia chiesa della prima metà del XX secolo. Sorge a 621 m s.l.m. dominando la frazione Valsorda.

## Storia

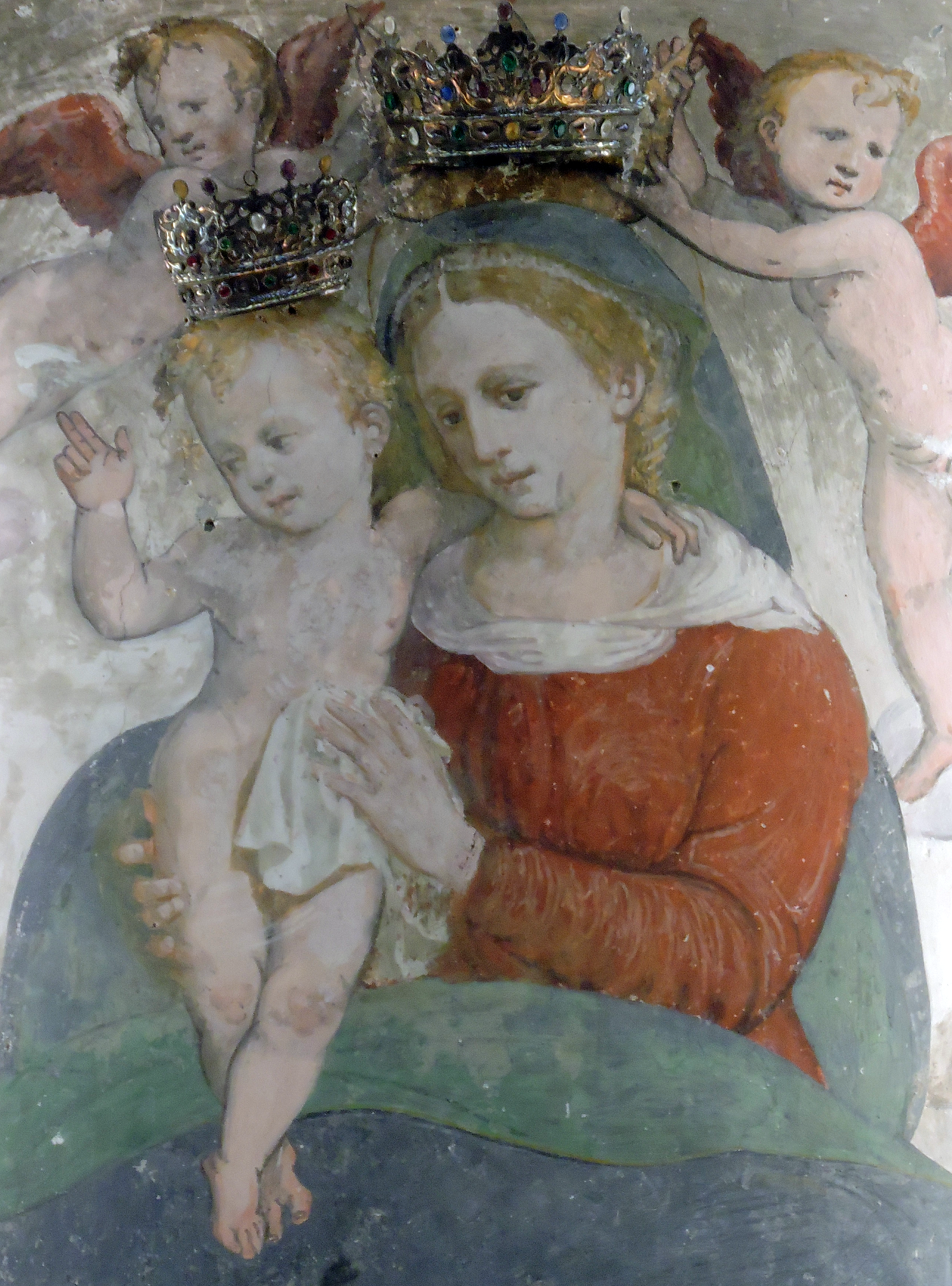
L'immagine miracolosa

La fondazione del santuario è legata all'immagine miracolosa di una Madonna con Bambino, opera forse di un pittore toscano del XVI secolo, alla quale erano attribuite varie guarigioni. Tale immagine era in origine venerata in un piccolo oratorio (cappella campestre) del XV secolo. 
La devozione prese slancio dalla miracolosa guarigione attribuita all'intervento della Madonna di una donna sordomuta avvenuta nel 1653 e che si conserva nella chiesetta laterale.

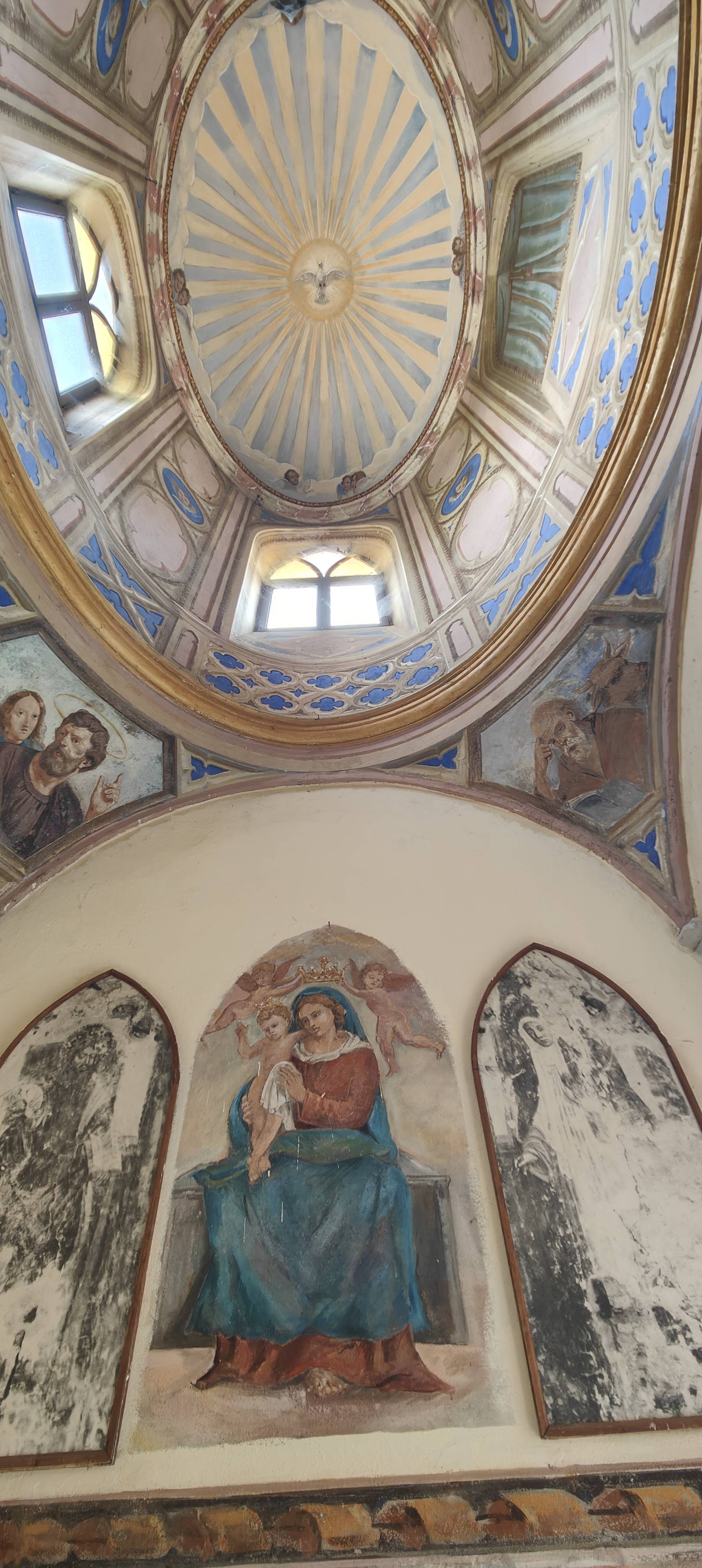
Vista d'insieme delle pitture interne e cupola dell'entrata, dietro l'altare, della chiesetta antica: l' affresco Madonna con bambino del 1665 ridipinto sull'originale del secolo XV: nel trittico fra i santi, in cattivo stato conservativo, Caterina da Siena e Marco

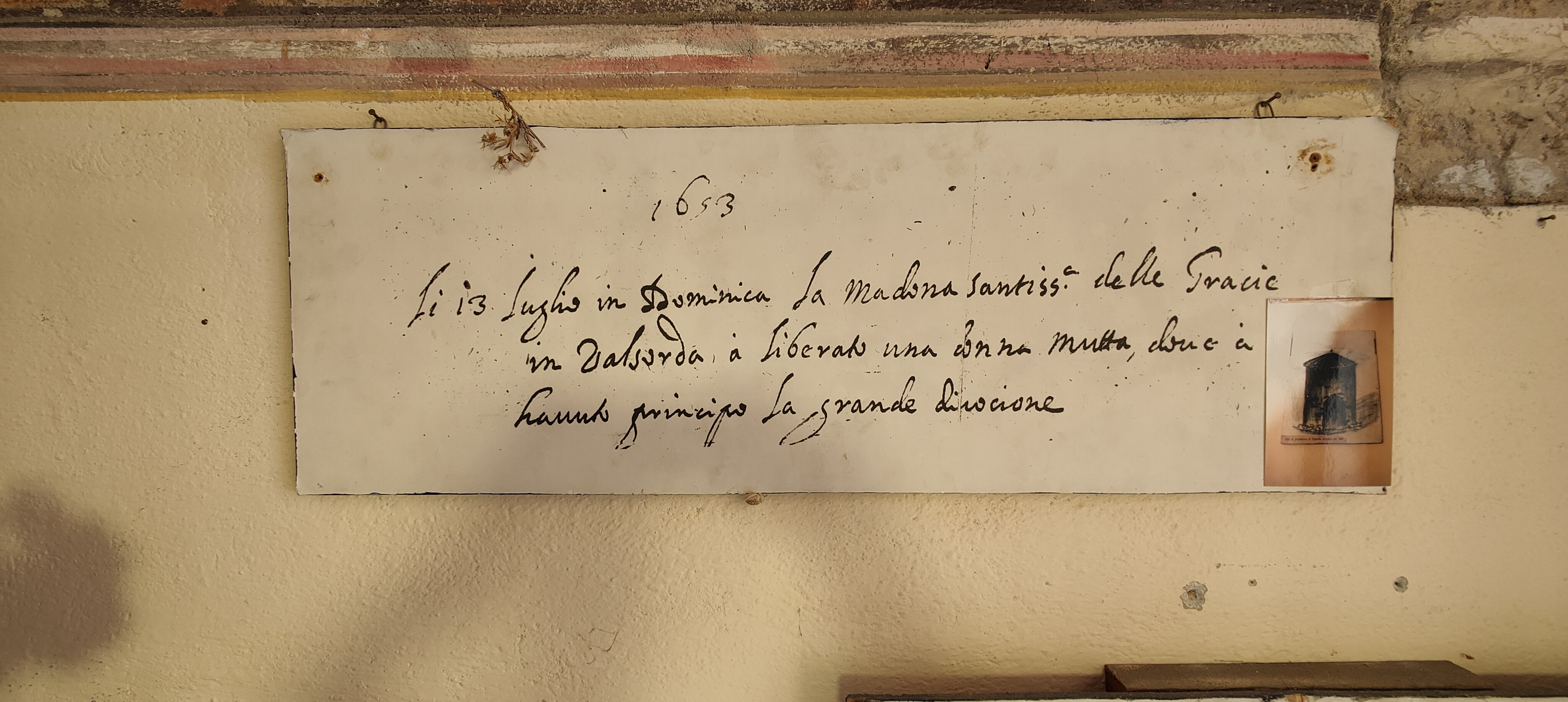
Scritta notarile dell'epoca attestante la guarigione di una donna sordomuta nel 1653 e conservata nella chiesa vecchia

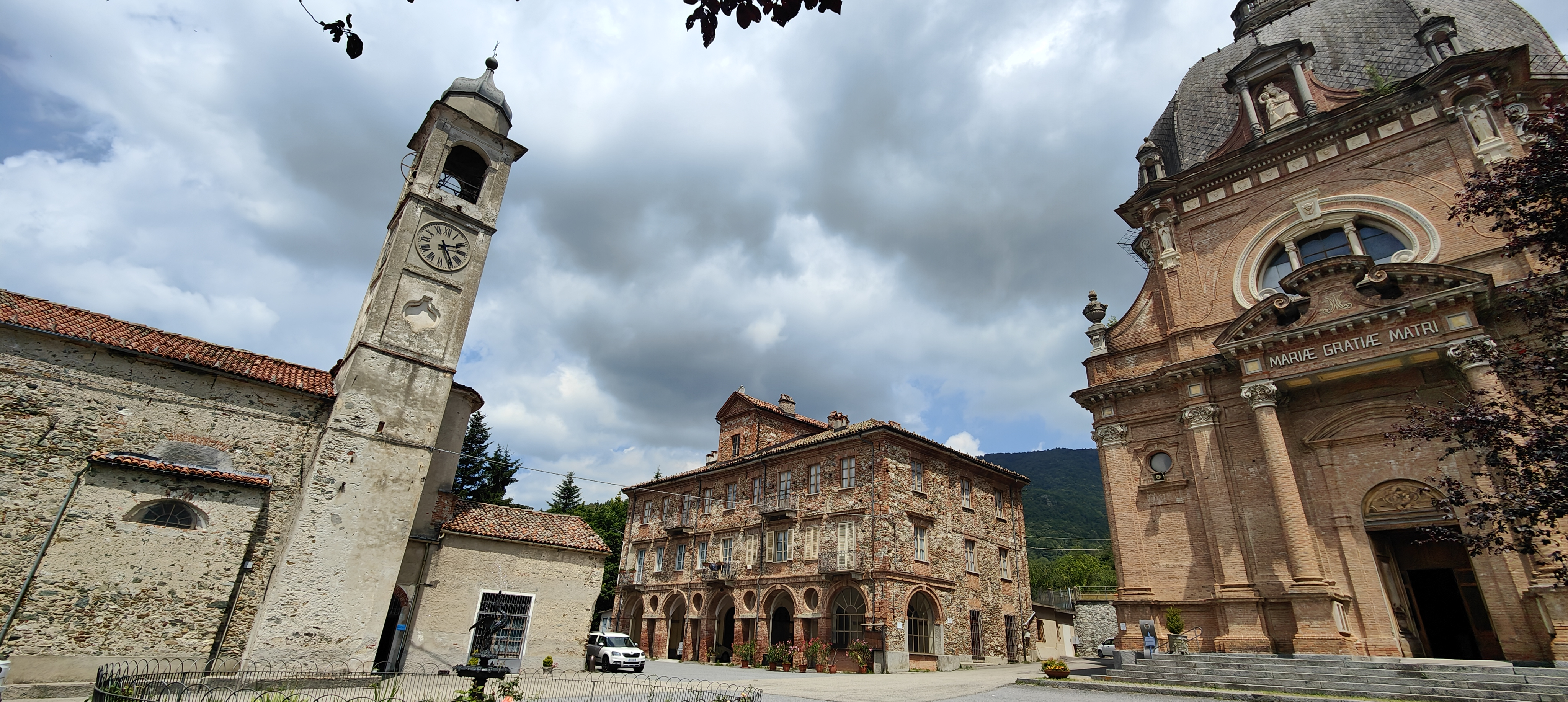
Complesso degli edifici: la chiesa originale del 1603 con il campanile; la "palazzata" che fungeva da casa del pellegrino (Arch. Formento di Torino), la piazza con la fontana e in ultimo (1915) la chiesa maggiore, santuario con la cupola terminata nel 1926

Il 22 febbraio del 1603 risulta dal primo archivio parrocchiale che a San Pietro di Valsorda è nominato rettore Don Gallizzia. Il 20 dicembre del 1600 gli abitanti di Valsorda avevano chiesto al vescovo di Alba l'istituzione di una parrocchia. Il 18 maggio 1601 risulta esserci un primo lascito per la parrocchia. Il 15 gennaio 1603 Cristoforo Rubla donò una somma alla chiesa di San Pietro chiedendo di essere sepolto davanti l'immagine di San Cristoforo di cui era devoto.
 Valsorda e lo smembramento dal borgo
Il 2 febbraio 1599 alla cerimonia della benedizione delle candele un prete anziano e dalla vista debole fu fatto scherzo da un giovane del luogo: anziché una candela di cera gli fu data in mano una riprodotta in legno. Gli abitanti se ne accorsero, il prete cercò di accenderla. Poi lui accusò gli abitanti per lo scherzo, ma loro si ribellarono non volendo più partecipare alle funzioni della parrocchia dando vita ad un'altra, indipendente. Ma il vero motivo restava la distanza fra la chiesa del borgo.

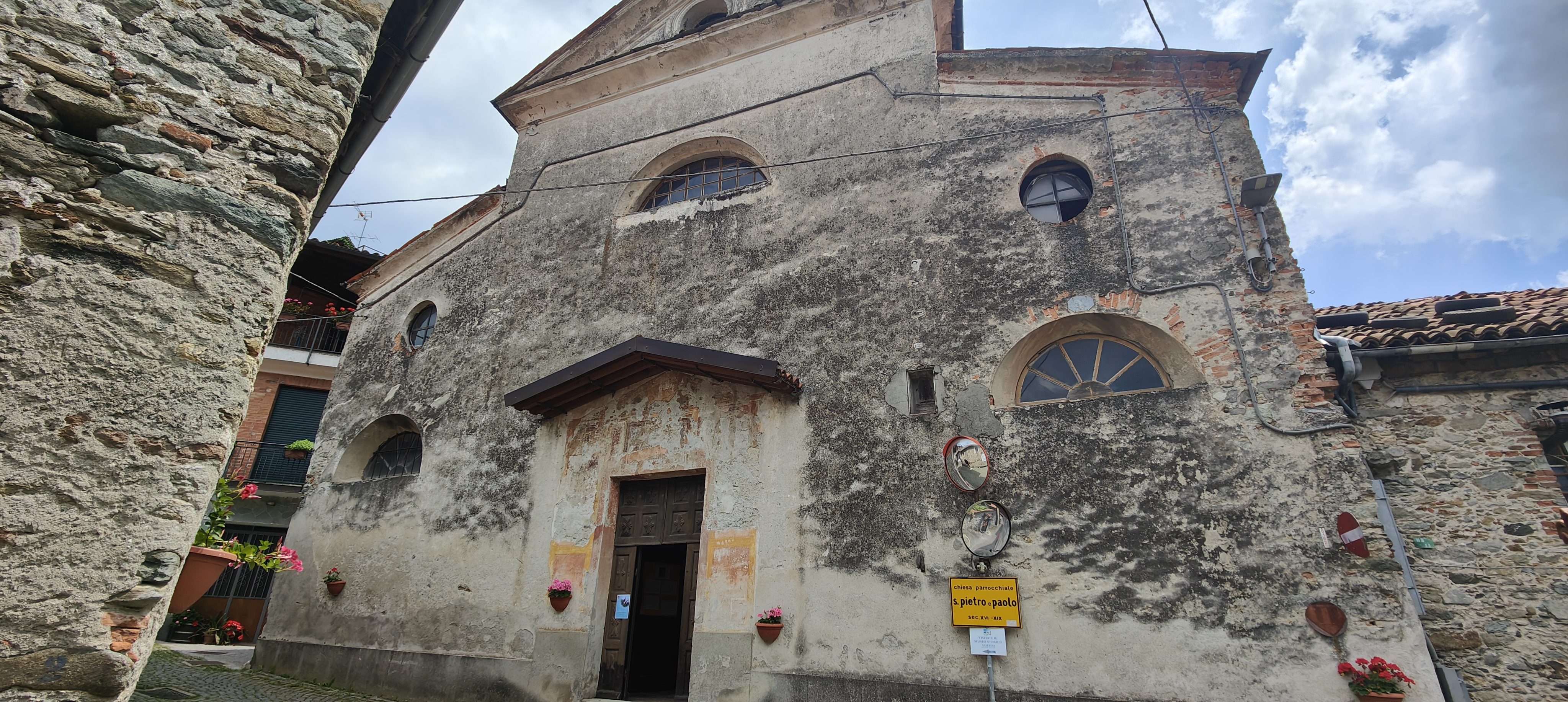
Facciata della chiesa dedicata ai santi Pietro e Paolo risalente al secolo XVI e rimaneggiata sino al secolo XIX

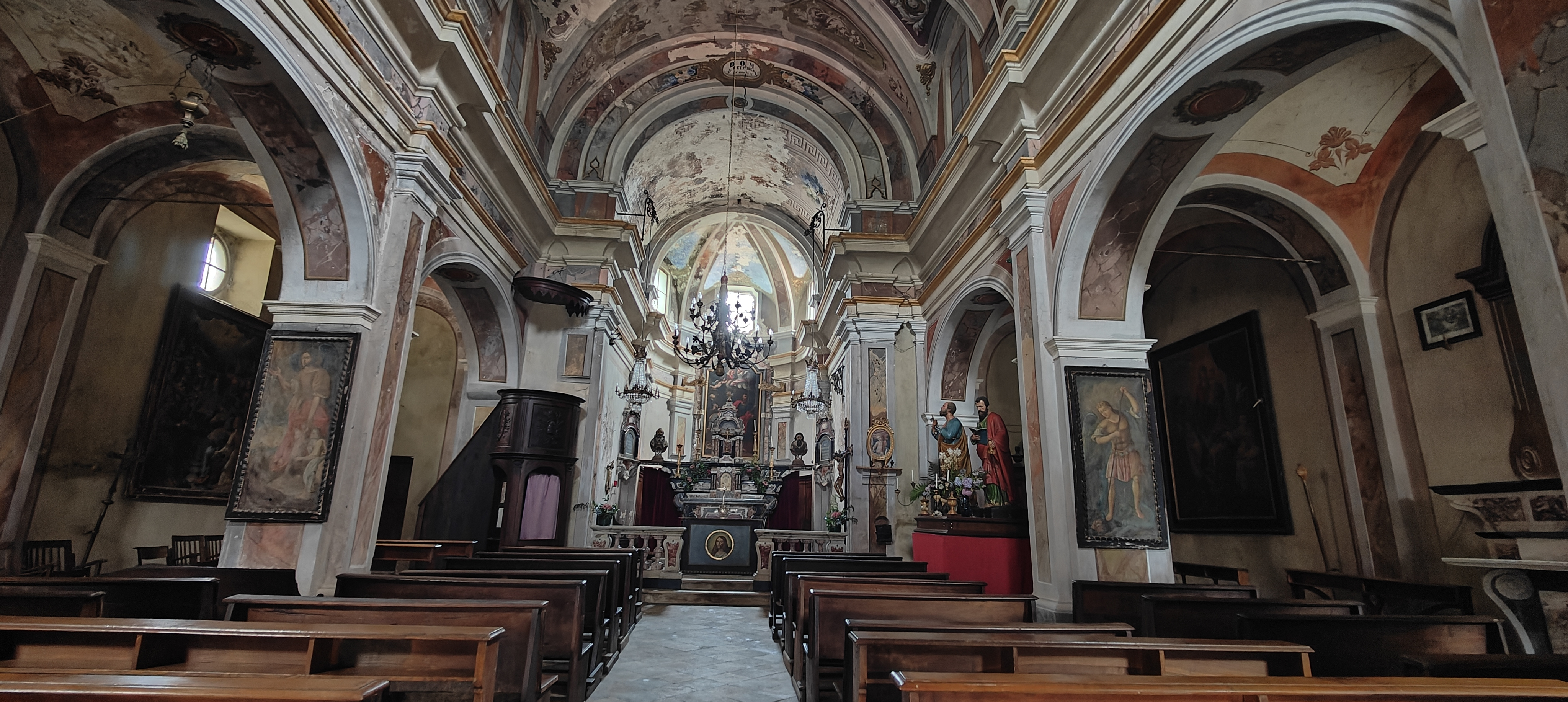
L'interno della chiesa SS. Pietro e Paolo nel borgo

Per velocizzare le cose gli abitanti si rivolsero con scritti alla Congregazione a Roma. Il vescovo dell'epoca, Caminato, ottenne il permesso curiale il 22 febbraio 1603 per l'erezione della chiesa di San Pietro. Si stabilì di riservare le decime al rettore di Valsorda obbligando gli abitanti ad integrare per il suo sostentamento.
Questa decisione scatenò le rimostranze del prevosto del Borgo che il 7 marzo 1603 presentò uno scritto appellandosi alla chiesa poiché subiva automaticamente la decurtazione delle decime. Il vescovo non appoggiò la sua richiesta.
Don Domenico Gallizzia di Arnasco, inviato dal vescovo, fu nominato primo rettore e finalmente si concluse positivamente la vertenza fra gli abitanti di Valsorda e  il prevosto Ferraris nella chiesa di San Pietro. Alla data 11 gennaio 1604 risulta il compromesso: ogni anno verranno versate 50 ducatoni al prevosto del Borgo con indennizzo per le entrate perse insieme a una libbra di cera. A questo punto quest'ultimo accettò la nomina di don Gallizzia. Il vescovo avvisò Roma dicendo che con il compromesso la lite si era estinta.
Nell'ottocento
Sul finire del 1891 la chiesa di San Pietro fu nuovamente al centro dell'attenzione con intervento da parte del  vescovo di Mondovì a causa della decisione del parroco di trasferirsi in una nuova canonica essendo la vecchia inadatta e rovinata dal recente terremoto. Per tale motivo fu costruita una casa che fungesse con una aula anche da scuola e casa del parroco  Gli abitanti furono spaventati dal fatto che questo potesse togliere importanza alla chiesa di San Pietro togliendo la funzione parrocchiale faticosamente conquistata. Il vescovo con decreto datato 29 dicembre 1891 acconsentì al trasferimento del parroco e contemporaneamente dichiarò parrocchia San Pietro e comparrocchiale la struttura del nuovo Santuario.
Secondo quanto scrive Goffredo Casalis il santuario era, attorno alla metà dell'Ottocento, "tenuto in venerazione grandissima" sia dagli abitanti di Garessio che da quelli dei altri paesi circostanti. L'afflusso dei fedeli richiese la costruzione di una casa del Pellegrino (detta anche Palazzata), progettata dall'architetto Luigi Formento di Torino. A partire dal 1897, su progetto dell'ingegnere Pier Giuseppe Mazzarelli, iniziò la realizzazione dell'attuale chiesa principale, caratterizzata oggi da una grandiosa cupola. 

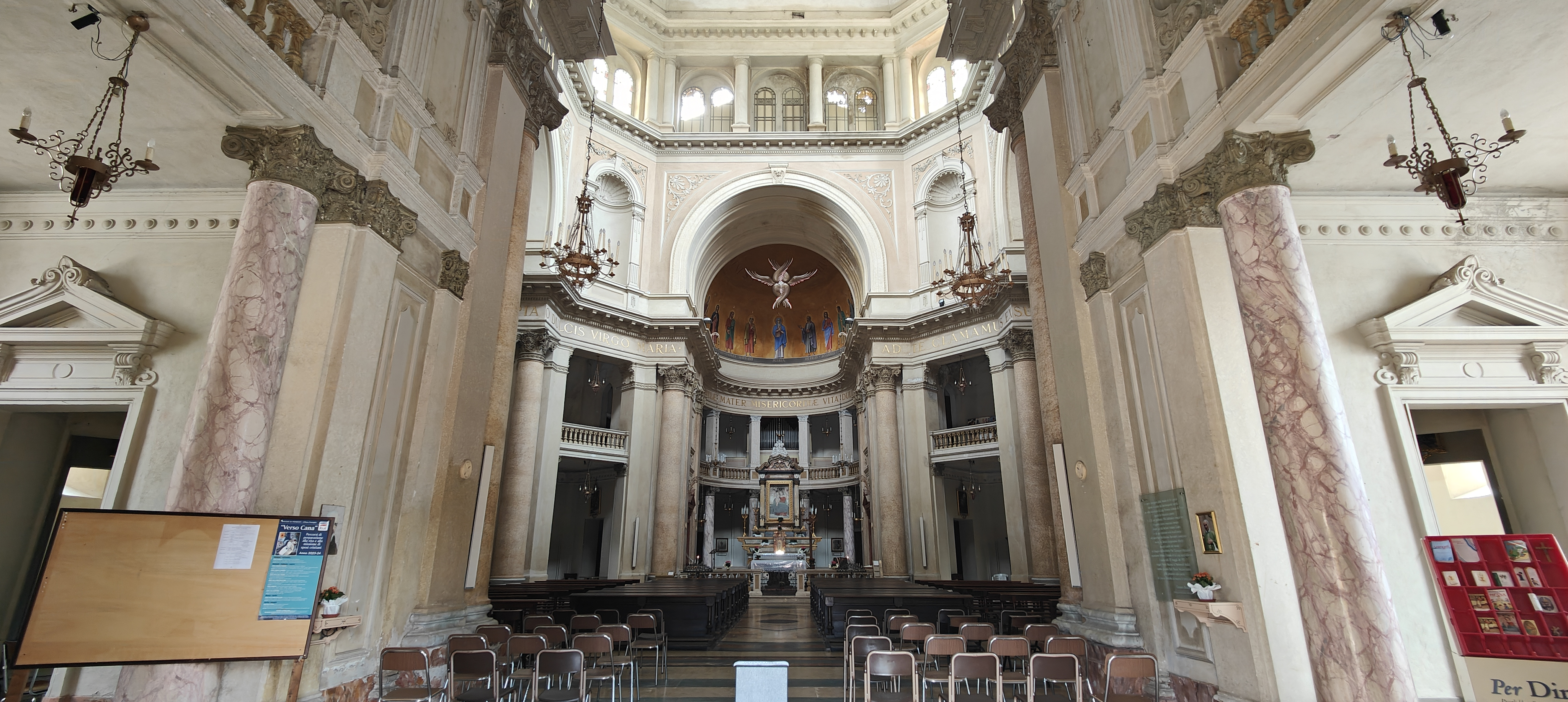
L'interno della chiesa iniziata nel 1902 e inaugurata il 20 maggio 1915. A croce latina 44 x 29 mt., con ampia crociera ottogonale, 4 grandi pilastri occupano i lati minori e ne formano l'ossatura

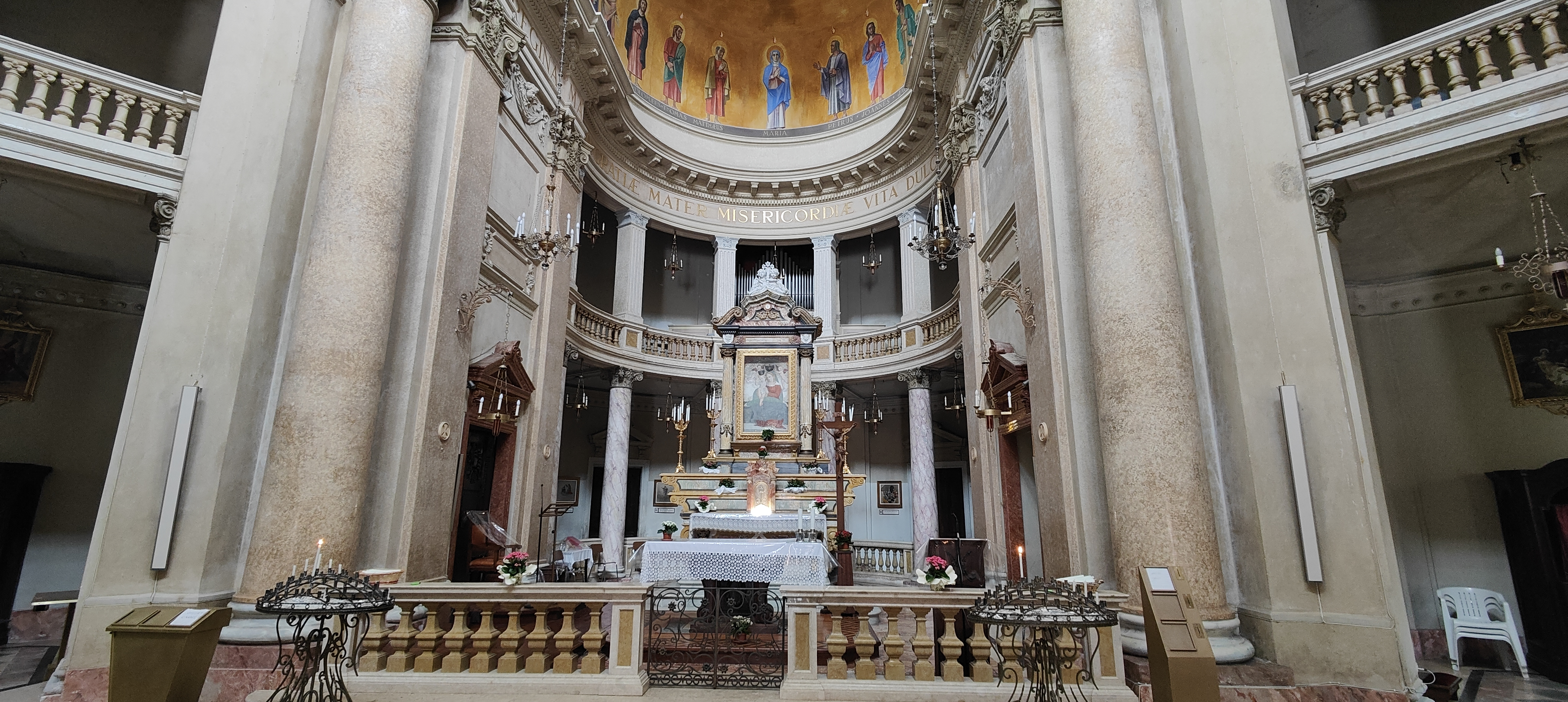
Particolare dell'altare maggiore sormontato dal pilone con l'affresco della Madonna traslato nel 1914 dalla chiesa antica adiacente

Nel 1914 l'immagine miracolosa venne spostata dall'abside della chiesa vecchia alla parte centrale di quella nuova. La consacrazione della chiesa nuova avvenne il 20 maggio 1915, ma i lavori di costruzione dell'edificio proseguirono ancora tra il 1924 e il 1925, quando fu realizzata la grande cupola che sovrasta l'edificio inaugurata l'anno seguente. Alta 55 m, si tratta della prima cupola realizzata in Italia in cemento armato. La vecchia chiesa ospita oggi uno spazio espositivo dedicato alla storia del santuario.

## Opere d'arte
All'interno si trovano:
- Ampolla con limature della catena di San Pietro, dono del 1766 dell'Arciconfraternita San Pietro in Roma.
- Reliquie di San Modesto, Santa Sinforosa, Santa Clara, San Simplicio.
- Unica lapide scritta in greco antico esistente in Val Tanaro.
- Quadro (deteriorato)  dei SS. Apostoli del pittore torinese Giuseppe Marchino (1769-1803).
- Lavabo della sacrestia e balaustra in marmo epoca 1778.
- Via crucis del 1805.
- Statue dei SS. Pietro e Paolo dello scultore genovese Paolo Olivari (1820-1860).
- Battistero marmoreo iniziato nel 1875 e completato nel 1883 con cancellata.

## Accesso

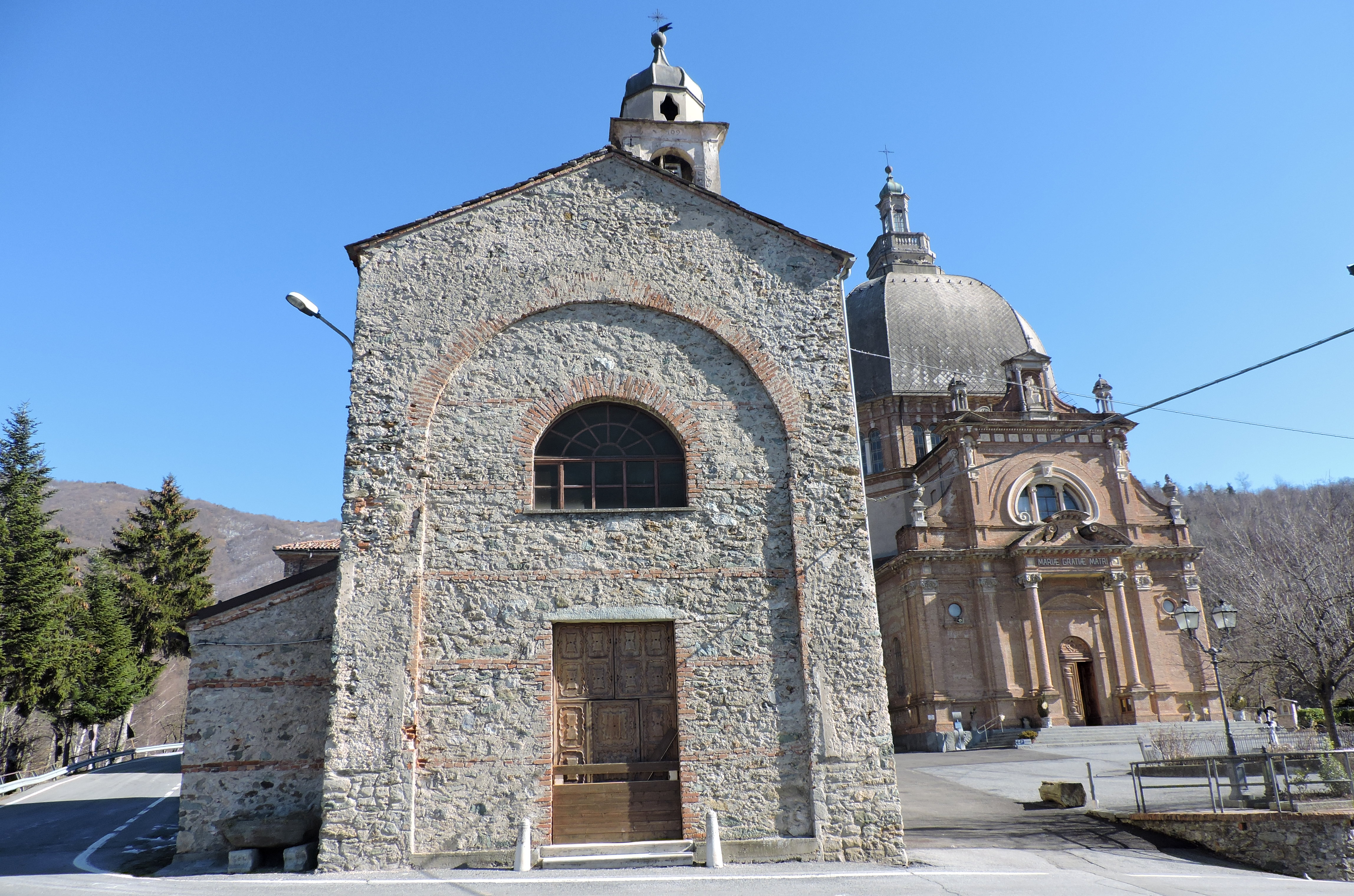
Chiesa vecchia e chiesa nuova

Il santuario è servito dalla SP 213 Garessio-Valsorda, che lo collega con il capoluogo. Proseguendo verso monte si può raggiungere il colle del Quazzo e scollinare poi in Liguria verso Calizzano. Si tratta di un percorso ciclistico piuttosto apprezzato dagli appassionati. Il primo maggio di ogni anno il santuario viene raggiunto a piedi dai fedeli nel corso di un tradizionale pellegrinaggio che parte dal centro di Garessio.